# Nong Chik (huyện)
Nong Chik (tiếng Thái: หนองจิก) là một huyện (amphoe) ở tỉnh Pattani, phía nam Thái Lan.

## Lịch sử
Nong Chik đã là một trong 7 quốc gia (Mueang) mà vương quốc Pattani bị chia đầu thế kỷ 19 để giảm quyền lực của vương quốc phiên thuộc. Thủ phủ đã nằm ở tambon Nong Mai (huyện Yarang). Năm 1901, trụ sở huyện đã được dời đến Tu Yong.

## Địa lý
Các huyện giáp ranh (từ phía đông theo chiều kim đồng hồ) là Mueang Pattani, Yarang, Mae Lan và Khok Pho của tỉnh Pattani, và Thepha của tỉnh Songkhla. Phía bắc là vịnh Thái Lan.

## Hành chính
Huyện này được chia thành 12 phó huyện (tambon), các đơn vị này lại được chia ra thành 74 làng (muban). Bo Thong và Nong Chik là hai thị trấn (thesaban tambon). Nong Chik nằm trên một phần của tambon Tu Yong, còn Bo Thong covers nằm trên toàn bộ tambon Bo Thong và một phần của Bang Khao. Có 11 Tổ chức hành chính tambon.
| STT | Tên           | Tên tiếng Thái | Số làng | Dân số |  |
| --- | ------------- | -------------- | ------- | ------ |  |
| 1.  | Ko Po         | เกาะเปาะ       | 3       | 2.528  |  |
| 2.  | Kholo Tanyong | คอลอตันหยง      | 8       | 5.380  |  |
| 3.  | Don Rak       | ดอนรัก          | 7       | 4.979  |  |
| 4.  | Dato          | ดาโต๊ะ          | 5       | 2.859  |  |
| 5.  | Tuyong        | ตุยง            | 8       | 11.989 |  |
| 6.  | Tha Kamcham   | ท่ากำชำ         | 7       | 6.480  |  |
| 7.  | Bo Thong      | บ่อทอง          | 9       | 10.098 |  |
| 8.  | Bang Khao     | บางเขา         | 7       | 7.125  |  |
| 9.  | Bang Tawa     | บางตาวา        | 2       | 3.174  |  |
| 10. | Pulo Puyo     | ปุโละปุโย        | 7       | 7.019  |  |
| 11. | Yabi          | ยาบี            | 6       | 3.895  |  |
| 12. | Lipa Sa-ngo   | ลิปะสะโง        | 5       | 3.144  |  |